# 绿叶义工
绿叶义工是一個地区性志愿者组织，從事志愿者工作，總部位於重庆的江北区。绿叶义工於2006年在重庆成立。它开始时以通过网络传播和组织公益活动的民间组织，经过几年发展，绿叶义工的公益理念和组织建制得到完善，如今已成为重庆本土公益文化的传播者及西部地区人数最多、开展活动最全面。影响力巨大的NGO义工组织。
由于众多绿叶义工的辛勤付出，绿叶义工得到长足发展，并得到社会大众的认可，得到重庆市江北区委区政府的支持，如今绿叶义工已有注册义工50000人、高校社工专业学生20人、专职管理义工团队10人，并聘请专业会计师和事务所进行财务管理。
绿叶义工来自于社会各阶层的热心人士和爱心企业，他们积极参加公益活动。

## 绿叶目标
以推进精神文明建设、志愿服务社会、救助弱势群体、以形成有时间做义工有困难找义工的高尚社会风气为组织目标

### 历史
1. 2006年6月1日重庆绿叶义工成立
2. 2008年5月12日参与在北川灾区对羌族非物质文化抢救性保护工作
3. 2009年4月16日绿叶义工在江北区民政局合法注册

## 外部連結
- 绿叶义工呼吁热爱生命公益短片 （页面存档备份，存于）
- 绿叶义工和山区留守儿童的故事
- 当一片绿叶，滋润一方土地——重庆绿叶义工志愿服务队招募义工
- 重庆最具影响力的义工组织绿叶义工欢迎你
- “绿叶义工”发放“营养午餐”救助贫困学生[永久]
- 重庆绿叶义工山区助学——走进云南泸沽湖[永久]
- 宜兴市义工联合会绿叶义工迎重阳走进敬老院[永久]
- 绿叶义工开展的公益活动一览[永久]